# Livros dos Macabeus
Os Livros dos Macabeus refere-se a uma série de livros deuterocanônicos que estão contidos em vários cânones da Bíblia.
I Macabeus abrange quarenta anos, desde a ascensão de Antíoco IV Epifânio ao poder, em 175 a.C., até a morte de Simão e o início do governo de João Hircano em 134 a.C. Foi escrito em hebraico, mas só foi conservado numa tradução grega. Seu autor é um judeu palestinense, que compôs a obra depois do ano 134 a.C., mas antes da tomada de Jerusalém por Pompeu em 63 a.C. As últimas linhas do livro indicam que ele foi escrito não antes do final do reinado de João Hircano, mais provavelmente pouco depois de sua morte, por volta de 100 a.C. O livro é considerado de grande valor histórico tanto para judeus e protestantes como para católicos.
II Macabeus não é a continuação do primeiro. É, em parte, paralelo a ele, iniciando a narração dos acontecimentos um pouco antes, no fim do reinado de Seleuco IV, predecessor de Antíoco IV Epifânio, mas acompanhando-os apenas de Judas Macabeu. Isto não representa mais do que quinze anos e corresponde somente ao conteúdo dos caps. 1 - 7 do primeiro livro.
III Macabeus ,que também não é uma continuação de seus antecessores, é uma narração da perseguição dos judeus egípcios pelo faraó Ptolemeu IV Filópator.
IV Macabeus é uma homilia sobre a soberania da razão sobre as paixões, utilizando mártires do segundo livro dos Macabeus como exemplos.
V Macabeus é uma crônica da tentativa de saque do Templo de Jerusalém pelo ministro Heliodoro, até a morte dos dois filhos do rei Herodes o Grande.
VI Macabeus é um poema narrativo escrito em siríaco sobre os martírios de Eleazar e a Mulher com sete filhos, ambos presentes nos livros de II Macabeus e IV Macabeus.
VII Macabeus, também escrito em siríaco, foca nos discursos dos mártires macabeus e sua mãe.
VIII Macabeus é um breve relato da revolta baseado em fontes selêucidas, preservado na Crônica de João Malalas.
A canonicidade dos livros depende de qual cânon bíblico está em questão: No católico, apenas os dois primeiros livros são considerados canônicos; a Igreja Ortodoxa considera também III Macabeus, com a Igreja Ortodoxa Georgiana considerando o livro IV Macabeus em seu apêndice. Os últimos quatro livros não são considerados canônicos por nenhuma igreja.